# Carnaval de Toulouse
Le Carnaval de Toulouse, organisé par le COCU (Comité d’Organisation du Carnaval Unifié), est un événement festif créé en 1982. La 9ème édition qui devait avoir lieu du 14 au 29 mars 2020 est annulée en raison de la pandémie du COVID-19.

## Historique
Créé en 1982 par une association loi 1901, le COCU, dont le fondateur est Jean-François Laffont, le carnaval renoue avec une tradition estudiantine datant du XIIIe siècle. 17 000 personnes y assistent dès la première année.
En 1987, le toulousain Claude Nougaro chante sur le toit du Capitole devant 100 000 personnes une chanson composée à cette occasion, Le Roi Cocu. Cet événement relance sa carrière par la suite.
Le carnaval connaît un succès grandissant mais marque une pause au début des années 90. Il est relancé en 2012 par une nouvelle équipe avec l'appui de la Ville de Toulouse.

## Les évènements du Carnaval de Toulouse

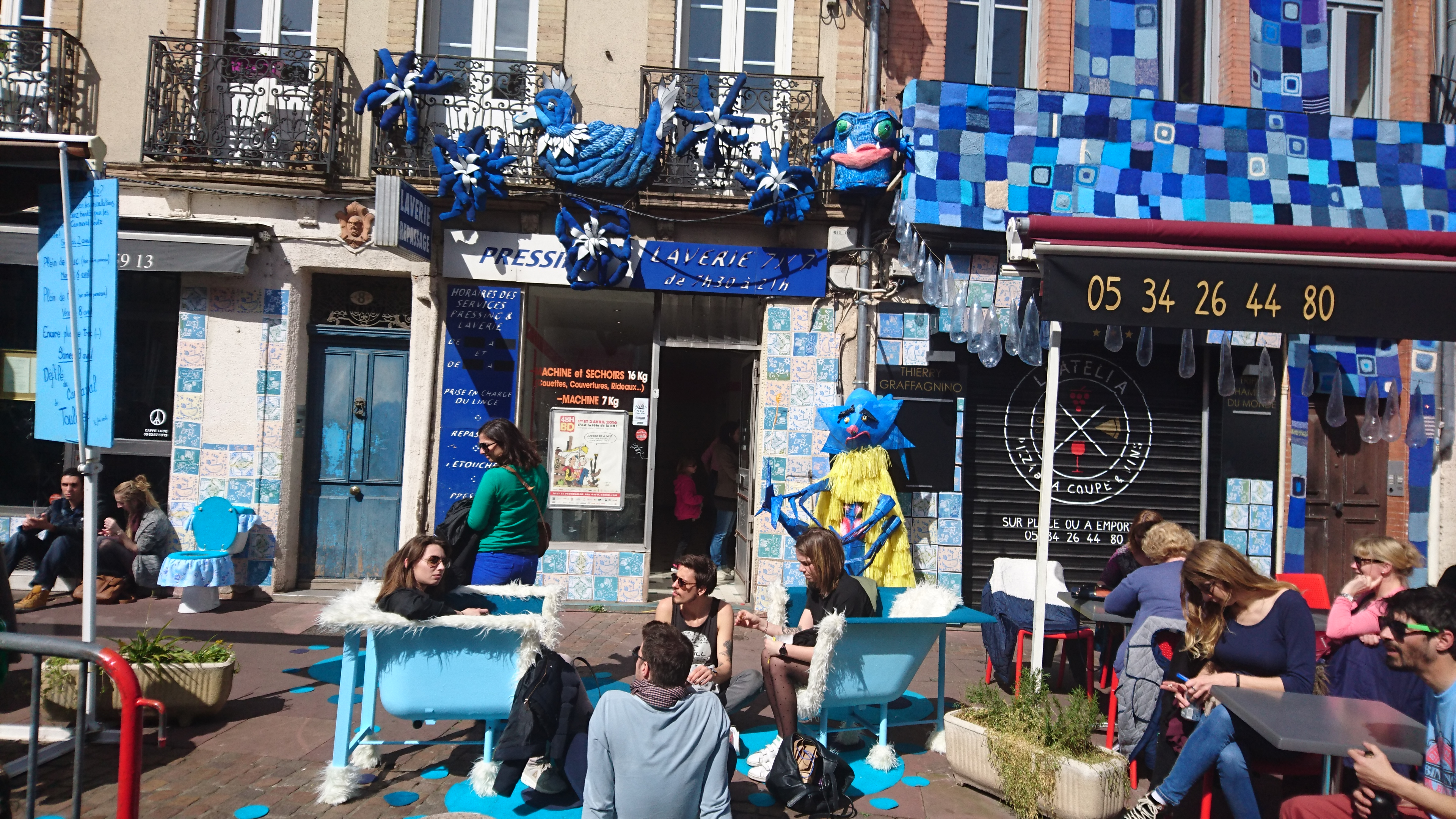
Si on déguisait la ville ? Place de l'Estrapade

Depuis 2012, le COCU a lancé une opération nommée « Si on déguisait la ville ? ». Cet événement débute une semaine avant le carnaval et propose aux Toulousains des concerts, ateliers et performances. Des écoles, centres de loisirs, centres sociaux, seniors, associations, artistes participent à l'élaboration des décorations.
La remise de la clé de la ville par le maire est une tradition à la fois carnavalesque et toulousaine. Le maire depuis le donjon du Capitole remet au COCU la clé de la ville pour inaugurer le Grand Défilé dont la date varie selon les années, en début de soirée.

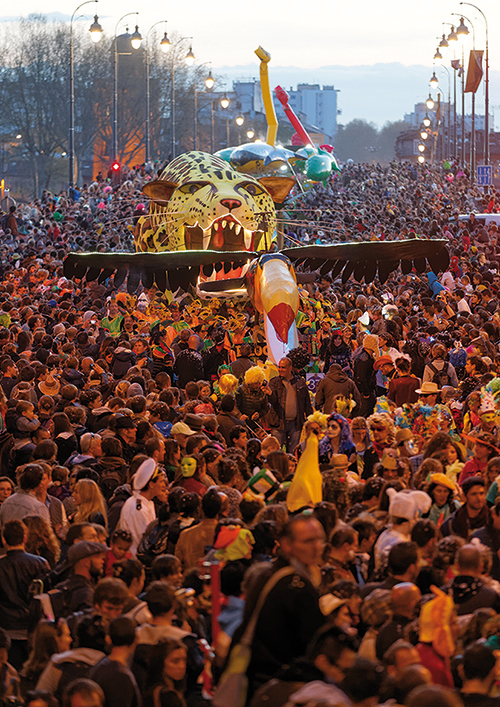
Sur le Pont Neuf, en 2015

Le défilé donne habituellement rendez-vous aux Toulousains rue Alsace-Lorraine où ils peuvent découvrir le roi du carnaval, dit M. Carnaval, en tête de cortège accompagné d'une grande parade. En 2018, il s'agissait d'une Madame Carnaval, sous les traits d'une mante religieuse. Le défilé rassemble chars, une trentaine en 2018 et ensembles piétons. Le trajet passe par la place Esquirol. La durée du défilé est de trois heures.
Le jugement et la crémation de M. ou Mme Carnaval sur le Pont Neuf est une étape traditionnelle de la fin du défilé, avec la complicité du public. Le final en musique clôt le festival dans la rue.
Cependant, pour le dimanche 29 mars 2020, le parcours du Grand défilé devait être modifié : départ rue de Metz - place Esquirol - rue Alsace-Lorraine - place du Capitole, où aurait dû se tenir un bal.